# Daytoni békeszerződés

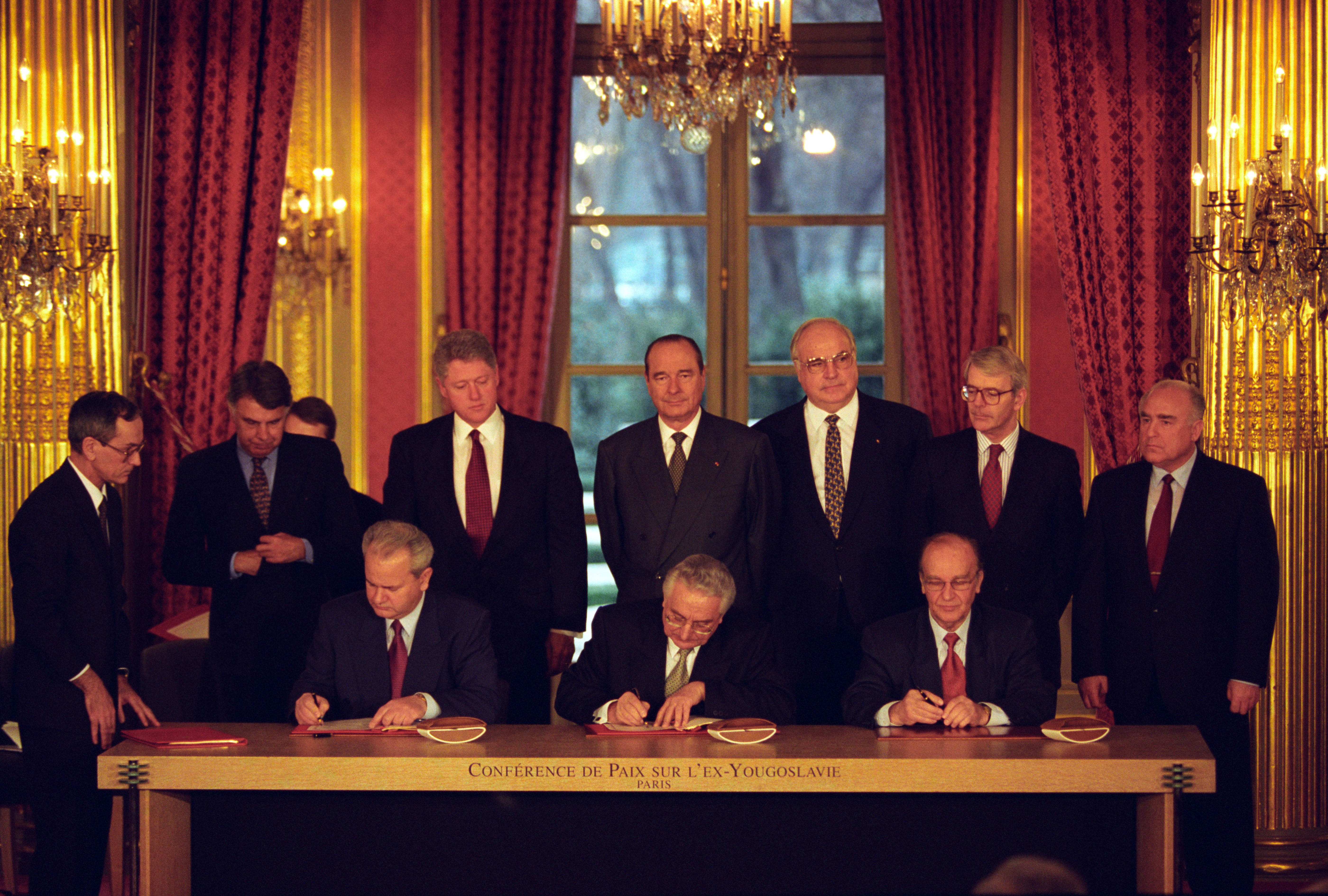
A békeszerződés aláírása 1995. december 14-én Párizsban.

A daytoni békeszerződés (angolul: Dayton Agreement, horvátul: Daytonski sporazum, bosnyákul: Dejtonski mirovni sporazum, szerbül:  Дејтонски мировни споразум) – általános keretmegállapodás a békéért Bosznia-Hercegovinában, amelyet 1995. november 21-én kötöttek a Amerikai Egyesült Államok Ohio államában található Dayton közelében levő Wright-Patterson légitámaszponton, és hivatalosan 1995. december 14-én írták alá Párizsban, az Élysée-palotában. E megállapodás volt hivatott lezárni a három és fél éves boszniai háborút, és biztosítani a konfliktus utáni politikai rendezést. A harcoló felek megállapodtak a békében és egy szuverén állam, Bosznia-Hercegovina létrejöttében, amely két részből áll, a nagyrészt szerbek lakta Szerb Köztársaságból (Republika Srpska) és a főleg horvátok és bosnyákok lakta Bosznia-hercegovinai Föderációból (Federacija Bosne i Hercegovine). A megállapodást többen bírálták amiatt, hogy hatástalan és nehézkes politikai struktúrákat hozott létre, és megszilárdította a boszniai háború etnikai tisztogatásai következtében kialakult állapotokat.

## Előzmények
A Jugoszláv Néphadsereg (JNA) a Vance-terv elfogadását és végrehajtásának megkezdését követően kivonult Horvátországból, de 55 000 Bosznia-Hercegovinában született tisztét és katonáját az újonnan felállított boszniai szerb hadsereghez vezényelte át, amelyet később a Boszniai Szerb Köztársaság hadserege (VRS) névre kereszteltek át. Ez az újjászervezés a Bosznia-hercegovinai Szerb Köztársaság 1992. január 9-i kikiáltását követte, amely megelőzte a Bosznia-Hercegovina függetlenségéről 1992. február 29. és március 1. között megtartott népszavazást. Bosznia-Hercegovina függetlenségi nyilatkozatát később a boszniai szerbek a boszniai háború ürügyeként hozták fel. A boszniai szerbek 1992. március 1-jén kezdték meg a főváros, Szarajevó és más területek megerősítését. A következő napon Szarajevóban és Dobojban már fel is jegyezték a háború első halálos áldozatait. Március utolsó napjaiban a boszniai szerb erők tüzérséggel lőtték a szávaparti Bosanski Brodot, aminek eredményeként a Horvát Hadsereg (HV) 108. dandárja határon átnyúló hadműveletébe kezdett. 1992. április 4-én a JNA tüzérsége megkezdte Szarajevó ágyúzását. A JNA és a VRS Bosznia-Hercegovinában szembeszállt a Bosznia-Hercegovinai Köztársaság hadseregével és a Horvát Védelmi Tanáccsal, amelynek a hadműveleteit nemcsak a boszniai horvát vezetés, hanem alkalmanként a HV is támogatta. A különböző erők felfegyverzését akadályozta az Egyesült Nemzetek Szervezetének (ENSZ) 1991 szeptemberében bevezetett fegyverembargója. 1992. május közepére, amikor azok a JNA-egységek, amelyek nem kerültek át a VRS-be, kivonultak Bosznia-Hercegovinából az újonnan kikiáltott Jugoszláv Szövetségi Köztársaságba, a VRS Bosznia-Hercegovina területének körülbelül 60 százalékát ellenőrizte. Az ellenőrzés mértékét az év végére az ország mintegy 70 százalékára terjesztették ki.

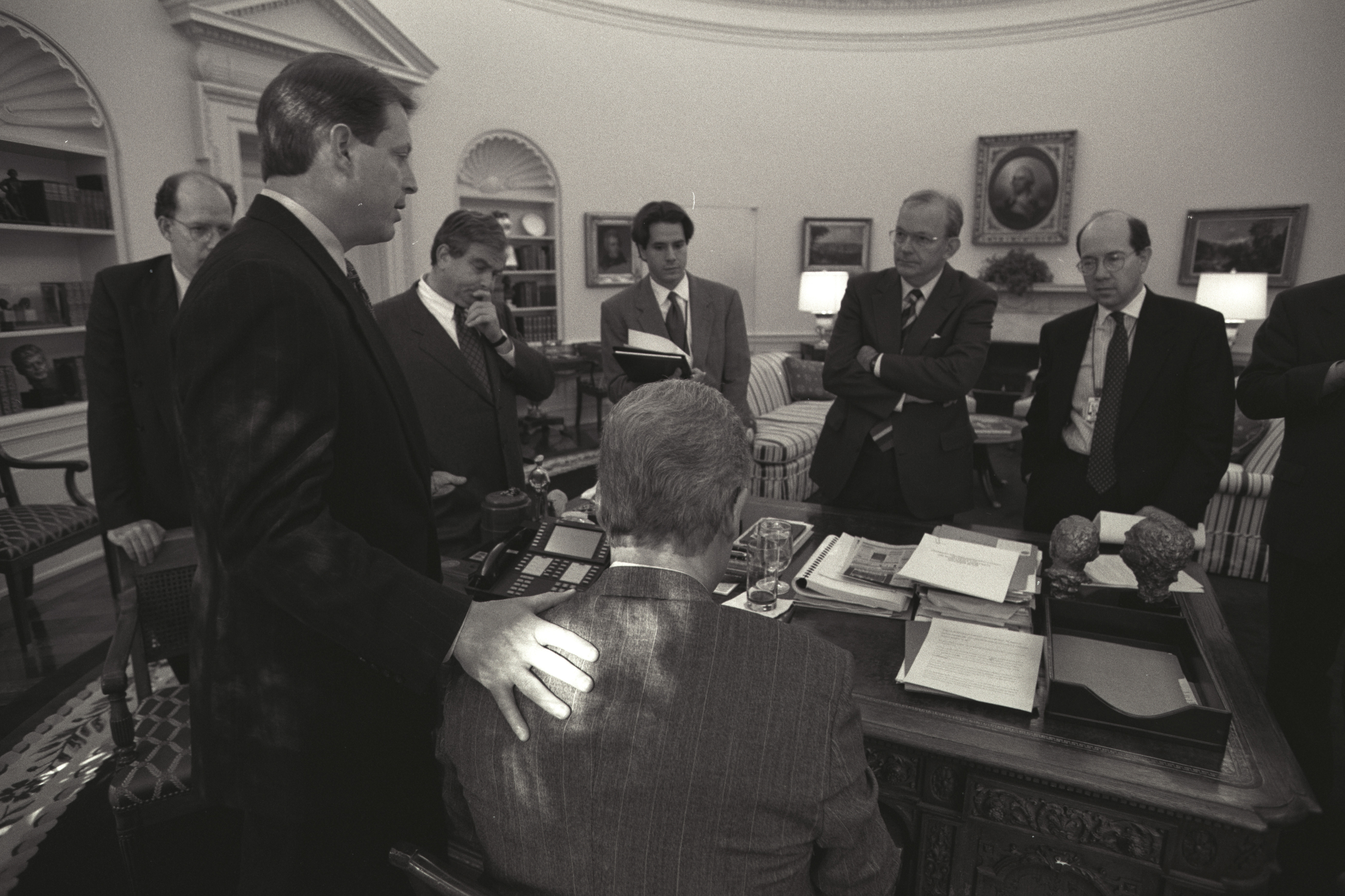
1995. november 21.: Clinton elnök (háttal ül), Gore alelnök és tanácsadóik megvitatják az elnöknek aznap később elhangzott beszédét, amelyben bejelentették az Ohio állambeli Daytonban megtárgyalt Bosznia-Hercegovina békemegállapodást.

1995-re a Bosznia Hercegovinai Köztársaság Hadserege (ARBiH) és a Horvát Védelmi Tanács (HVO) jobban szervezett erőkké fejlődtek, amelyek viszonylag nagyszámú tüzérségi eszközzel és erős védelmi létesítményekkel rendelkeztek. A VRS még ott sem volt képes áthatolni védelmükön ahol, mint például az orašjei csatában 1995 májusában és júniusában erői jó taktikát alkalmaztak. 1995 augusztusában, miután Horvátországban a horvátországi szerbek által ellenőrzött területeinek többsége a Vihar hadművelet során elveszett, a HV tevékenységének fókuszát Nyugat-Boszniára felé helyezte át. A váltást az a szándék motiválta, hogy a horvát határ mentén biztonsági zónát hozzanak létre, Horvátországot regionális nagyhatalommá tegyék, és a boszniai háború végét kikényszerítve megszerezzék a Nyugat kegyeit is. Bosznia-Hercegovina kormánya üdvözölte a lépést, mivel az hozzájárult Nyugat-Bosznia, valamint a legnagyobb boszniai szerbek által birtokolt város, Banja Luka megszerzéséhez. 1995 augusztusának utolsó napjaiban a NATO „Megfontolt Erő” néven légi hadjáratot indított a VRS ellen. A hadműveletet az augusztus 28-iki második markalei mészárlásra válaszul indították, amely a srebrenicai mészárlás nyomán következett be. A légicsapások augusztus 30-án kezdődtek. Kezdetben a VRS légvédelmét vették célba és Szarajevó melletti célpontokat bombáztak. A kampányt szeptember 1-jén rövid időre felfüggesztették, majd a város körüli a tüzérségi és raktári létesítményekre is kibővítették. A bombázás szeptember 5-én folytatódott, és mivel a NATO majdnem kimerítette a Szarajevó melletti célpontokat, hatókörét szeptember 9-ig kiterjesztették a Banja Luka melletti VRS légvédelemre is. Szeptember 13-án a boszniai szerbek elfogadták a NATO követelését egy Szarajevó körüli biztonsági zóna létrehozására és a NATO a hadjáratot beszüntette.

A nyugat-boszniai harcok viszonylagos elcsendesedését követően a HV, a HVO és az ARBiH megújította közös offenzíváját a VRS ellen a régióban. Az offenzíva Misztrál–2 néven szeptember 8-án indult meg azzal a céllal, hogy elfoglalják Jajca, Šipovo és Drvar városokat. A Bosznia-Hercegovinai Köztársaság hadseregének 7. hadteste a HV és a HVO jobb szárnyán nyomult előre Donji Vakuf felé. Ahogy a Misztrál–2 hadművelet közeledett céljaihoz, az ARBiH 5. hadteste a bihácsi területen elindította a Sana hadműveletet, amelynek célja a VRS visszaszorítása volt a Sana folyótól keletre. Az ARBiH 70 km-t haladva jelentős területi nyereséget ért el, elfoglalva Ključ városát, és szeptember 18–19-ig – amikor a jelentős VRS-erősítés leállította őket – jelentősen megközelítve Sanski Most és Novi Grad városokat.

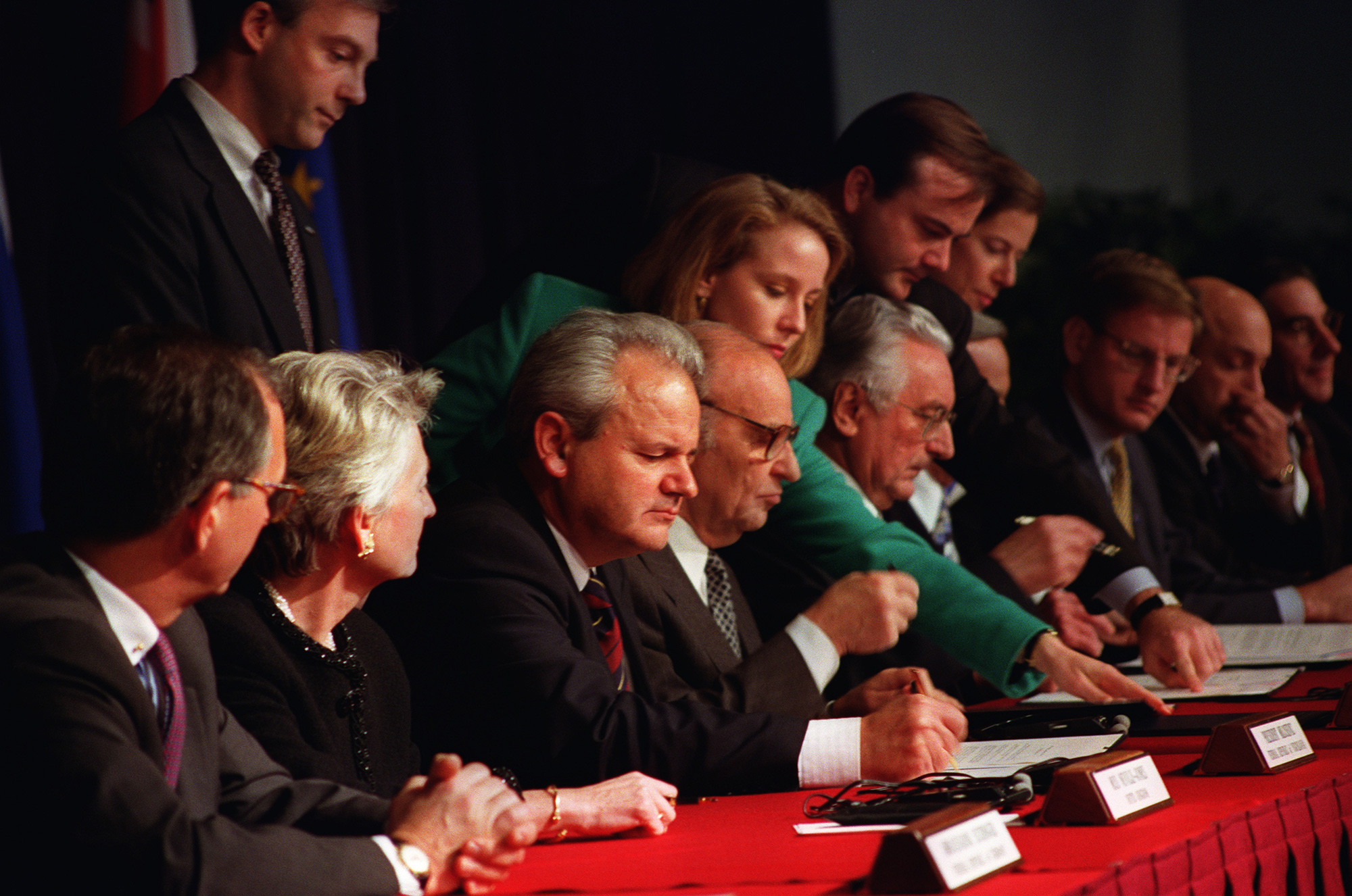
Az általános keretegyezmény aláírása 1995. november 21-én a Dayton melletti Wright-Patterson Légibázison.

 A szeptember 23-ról 24-re virradó éjszaka indult VRS-ellentámadás Novi Grad Sanski Most és Mrkonjić Grad közeléből fokozatosan visszaszorította az 5. hadtestet Bosanska Krupa és Ključ felé, annak ellenére, hogy közben az ARBiH 7. hadtest által küldött erősítés fokozatosan megérkezett. A VRS erői október 6-ára Ključtól már  alig 1 km-re közeledtek, és az ARBiH város feletti irányítása is veszélybe került. Válaszul a szerb előretörésre az ARBiH a HV-tól és a HVO-tól kért segítséget. A kérésre a HV és a HVO október 8-án megindította a Déli Mozdulat hadműveletet, melynek során elfoglalta Mrkonjić Grad és a környező Podrašnica-völgyet, majd a Banja Luka áramellátását biztosító Bočac vízierőművet és végül Banja Lukától alig 9 km-re állt meg. Bosznia legnagyobb szerb ellenőrzés alatt álló városában, Banja Lukán a helyzet romlása miatt kijárási tilalmat kellett bevezetni. Az offenzíva 40 km széles és 20 km mélységű területet foglalt el. A kialakult helyzet világossá tette a boszniai szerb vezetés számára, hogy el kell kötelezniük magukat a háború tárgyalások útján történő befejezése mellett, vagy meg kell kockáztatniuk, hogy az ellenség Banja Lukát is elfoglalja. Október 12-én életbe lépett az egész országra kiterjedő tűzszünet.

## A tárgyalások és az aláírás

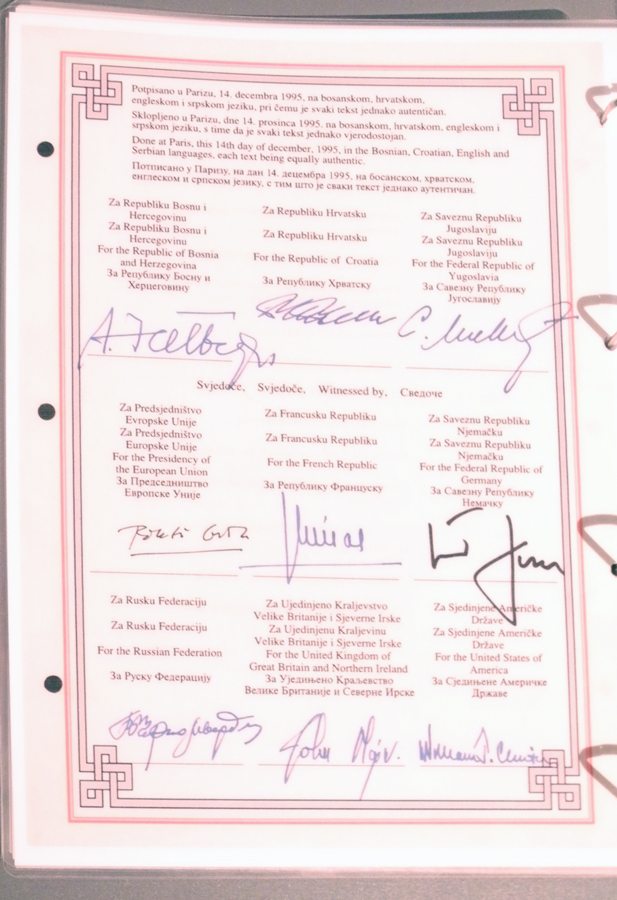
A daytoni békeszerződés oldala az elnökök aláírásával.

Bár a daytoni megállapodás alapvető elemeit már 1992-ben javasolták a nemzetközi tárgyalásokon, ezek a tárgyalások csak az 1995. augusztusi horvát Vihar hadművelet, valamint a NATO Megfontolt Erő hadművelete és ezek utóhatásai nyomán kezdődtek. 1995 szeptemberében és októberében a nagyhatalmak (különösen az Egyesült Államok és Oroszország) nyomást gyakoroltak a három fél vezetőire, hogy vegyenek részt a rendezési tárgyalásokon, melyekre végül az ohiói Daytont választották helyszínül.
A megbeszélések a kulcsfontosságú pontok felvázolásával kezdődtek, amelyeket 1995. augusztus 10 és 14 között az Egyesült Államok Anthony Lake nemzetbiztonsági tanácsadó által vezetett csapat londoni, bonni, párizsi és más európai állomásain ismertettek. Ezek közé tartozott Szocsi is, ahol Andrej Kozirev orosz külügyminiszterrel konzultált. Lake csapatát a Richard Holbrooke helyettes külügyminiszter vezette különálló amerikai ügynökségközi csoporthoz csatolták, akik ezután fővárosukban a balkáni országok vezetőivel tárgyaltak. Holbrooke és csapata augusztustól októberig öt intenzív ingadiplomáciai fordulót, köztük Genfben és New Yorkban rövid konferenciákat szervezett, amelyek eredményeként a felek szeptember 8-án, illetve 26-án elfogadták a megegyezés alapelveit.
A daytoni konferenciára 1995. november 1. és 21. között került sor. A régióból a fő résztvevők a Szerb Köztársaság elnöke, Slobodan Milošević (akit a boszniai szerbek korábban felhatalmaztak érdekeik képviseletére), Franjo Tuđman horvát államfő és Bosznia-Hercegovina államfője Alija Izetbegović, valamint külügyminisztere, Muhamed Šaćirbeg voltak.
A békekonferenciát Warren Christopher amerikai külügyminiszter és Richard Holbrooke tárgyaló vezette két társelnökkel, Carl Bildttel EU különleges képviselőjével és Igor Ivanovval, az orosz külügyminiszter első helyettesével. Az amerikai delegáció kulcsszereplője Wesley Clark tábornok volt. Az Egyesült Királyság csapatának vezetője Pauline Neville-Jones, a Külügyi és Nemzetközösségi Hivatal politikai igazgatója, katonai képviselője Arundell David Leakey ezredes volt, míg Paul Williams a Nemzetközi Közjogi és Politikai Csoporton (PILPG) keresztül a boszniai kormány küldöttségének jogi tanácsadójaként szolgált a tárgyalások során. A biztonságos helyszínt azért választották ki, hogy a komfortzónájukból minden nem kívánatos felet eltávolítsanak, és biztonságosan tudjanak elhelyezni több mint 800 alkalmazottat és kísérőt. Különösen fontos szempont volt a résztvevők médián keresztüli tárgyalási lehetőségének visszaszorítása. Richard Holbrooke a sajtóhoz való korai kiszivárogtatások révén akarta megakadályozni a posztolást.
Az ohiói Daytonban, 1995. november 21-én parafált teljes körű és formális megállapodást 1995. december 14-én Párizsban, az Élysée-palotában írták alá, amelynek résztvevője  volt Felipe González spanyol miniszterelnök, Jacques Chirac francia elnök, Bill Clinton amerikai elnök, John Major, az Egyesült Királyság.miniszterelnöke, Helmut Kohl német kancellár és Viktor Csernomirgyin orosz miniszterelnök.

## A szerződés tartalma

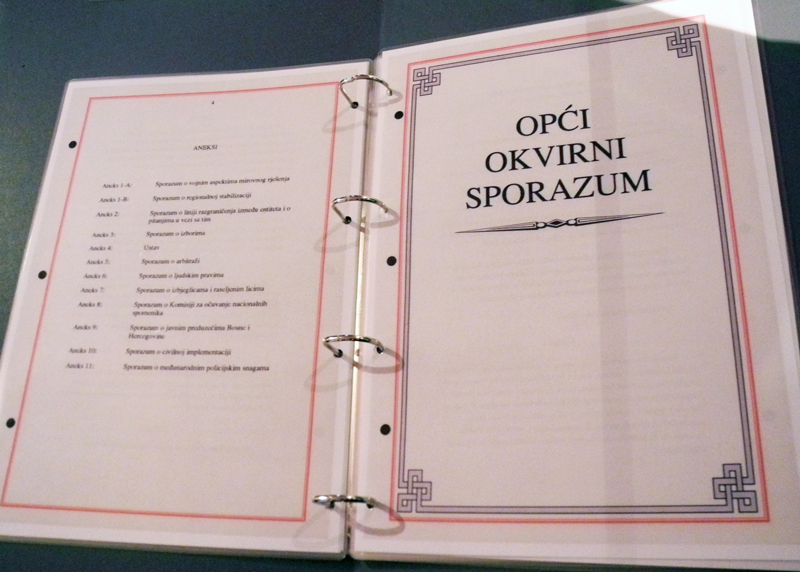
Az általános keretmegállapodás címlapja a Horvát Történeti Múzeum kiállításán.

A megállapodás fő célja a béke és stabilitás előmozdítása Bosznia-Hercegovinában, valamint a regionális egyensúly támogatása a volt Jugoszláviában és környékén (V. cikk, 1-B. melléklet), tehát regionális perspektívában.
Bosznia-Hercegovina jelenlegi politikai megosztottságáról és kormányzati struktúrájáról a Daytonban megkötött általános keretegyezmény 4. mellékletét alkotó alkotmány részeként állapodtak meg. Ennek kulcsfontosságú eleme volt az entitások közötti határvonal meghatározása, amelyre a mellékletekben felsorolt feladatok közül sok hivatkozott.
Bosznia-Hercegovina állam a Bosznia-Hercegovinai Föderációból és a Boszniai Szerb Köztársaságból áll. Bosznia-Hercegovina, szemben a konföderációval egy teljes állam; Bosznia-Hercegovinától, kivéve a megfelelő jogi eljárásokat, egyetlen entitást vagy entitásokat sem lehet elválasztani. Jóllehet az állam szervezeti egységeiben erősen decentralizált, továbbra is megtartaná a központi kormányzatot, az állam soros elnökségével, egy központi bankkal és az alkotmánybírósággal.
A megállapodás nemzetközi szervezetek széles körét bízta meg a megállapodás elemeinek nyomon követésével, felügyeletével és végrehajtásával. A NATO vezette IFOR (Implementation Force) volt felelős a megállapodás katonai vonatkozásainak végrehajtásáért, ennek egységeit, átvéve az ellenőrzést az UNPROFOR erőitől 1995. december 20-án telepítették. A civil végrehajtás feladatát a főképviselői hivatal kapta. Az 1996-ban tartandó első szabad választások megszervezésével az Európai Biztonsági és Együttműködési Szervezetet bízták meg.
A szerződés a következő dokumentumokból áll:
 Általános keretmegállapodás a békéért Bosznia-Hercegovinában 
1. Megállapodás a békés megoldás katonai aspektusairól
2. Megállapodás Bosznia-Hercegovina és az Észak-atlanti Szerződés Szervezete (NATO) között a NATO és csapatainak státuszáról
3. Megállapodás a Jugoszláv Szövetségi Köztársaság és a NATO között a béketerv megvalósításához szükséges tranzitintézkedésekről
4. Megállapodás a regionális stabilizációról
5. Megállapodás az etnikai határvonalról és a kapcsolódó kérdésekről
6. Megállapodás a választásokról
7. Bosznia-Hercegovina Alkotmánya
8. Megállapodás a döntőbíróságról
9. Nyilatkozat az emberi jogokról
10. Megállapodás a menekültekről és a kitelepítettekről
11. Megállapodás a nemzeti műemlékek védelméről
12. Megállapodás jogi intézmények létesítéséről Bosznia-Hercegovinában
13. Megállapodás a béketerv megvalósításában szerepet vállaló civil szervezetekről
14. Megállapodás a nemzetközi rendőri erőkről
15. Megállapodás az Általános keretmegállapodás alkalmazásáról Bosznia-Hercegovina békéjéért
16. A Bosznia-Hercegovinát érintő béketárgyalások záró rendelkezései
17. Megállapodás a Bosznia-hercegovinai Föderáció létrehozásáról
18. Kiegészítés Mostar város átmeneti státuszáról
19. Megállapodás az Együttműködési Tanács felállításáról
20. Megállapodás a Jajca, Bugojno, Stolac és Travnik városából kitelepítettek visszatéréséről
21. Megállapodás a Velika Kladuša és Cazin környékéről kitelepítettek visszatéréséről
22. Szarajevó városát érintő kérdések tisztázása
23. Megállapodás a felek kapcsolatáról

## Felülvizsgálati kérelmek
1997. október 13-án a Horvát 1861 Jogpárt és a Bosznia-Hercegovinai 1861 Jogpárt kérelmet nyújtott be a Bosznia-Hercegovinai Köztársaság Alkotmánybíróságához, melyben azt kérte, hogy vizsgálja felül a Bosznia-hercegovinai Békére vonatkozó Általános Keretmegállapodás alkotmányosságát, mivel azt állították, hogy a megállapodás sérti Bosznia-Hercegovina alkotmányát oly módon, hogy aláássa az állam integritását, és Bosznia-Hercegovina felbomlásához vezethet. Az Alkotmánybíróság a kérelmet elutasította arra hivatkozva az Alkotmánybíróság nem illetékes az Általános Keretmegállapodás alkotmányosságának értékelésére, mivel az Alkotmánybíróságot valójában Bosznia-Hercegovina Alkotmánya alapján hozták létre annak érdekében, hogy fenntartsák ezt az alkotmányt. Bosznia-Hercegovina alkotmányát a Bosznia-hercegovinai Békére vonatkozó Általános Keretmegállapodás IV. mellékletként fogadták el, következésképpen nem állhat fenn konfliktus vagy vitalehetőség e megállapodás és Bosznia-Hercegovina alkotmánya között.
Ez volt az egyik első olyan eset, amikor az Alkotmánybíróságnak az Alkotmány jogi természetének kérdésével kellett foglalkoznia. A IV. mellékletre (Alkotmány) és a békemegállapodás többi részére vonatkozó „obiter dictum” jellegű megjegyzéssel a bíróság tulajdonképpen a teljes békemegállapodás „jogegységi alapját” teremtette meg, ami azt is jelentette, hogy az összes melléklet hierarchikus egyenlőségben van. Későbbi határozataiban a békemegállapodás egyéb mellékleteit az elemzés közvetlen alapjául felhasználva a bíróság megerősítette, hogy nem csak a IV. melléklet szisztematikus értelmezésével vannak összefüggésben. Mivel a bíróság a fellebbezők előterjesztett kérelmét elutasította, nem részletezte az új alkotmány érvénybe lépésének és a korábbi alkotmány helyébe lépett eljárás jogszerűségének vitatott kérdéseit. Egy későbbi ügyben a bíróság ugyanezzel az érveléssel utasította el a hasonló keresetet.

## Területváltozások

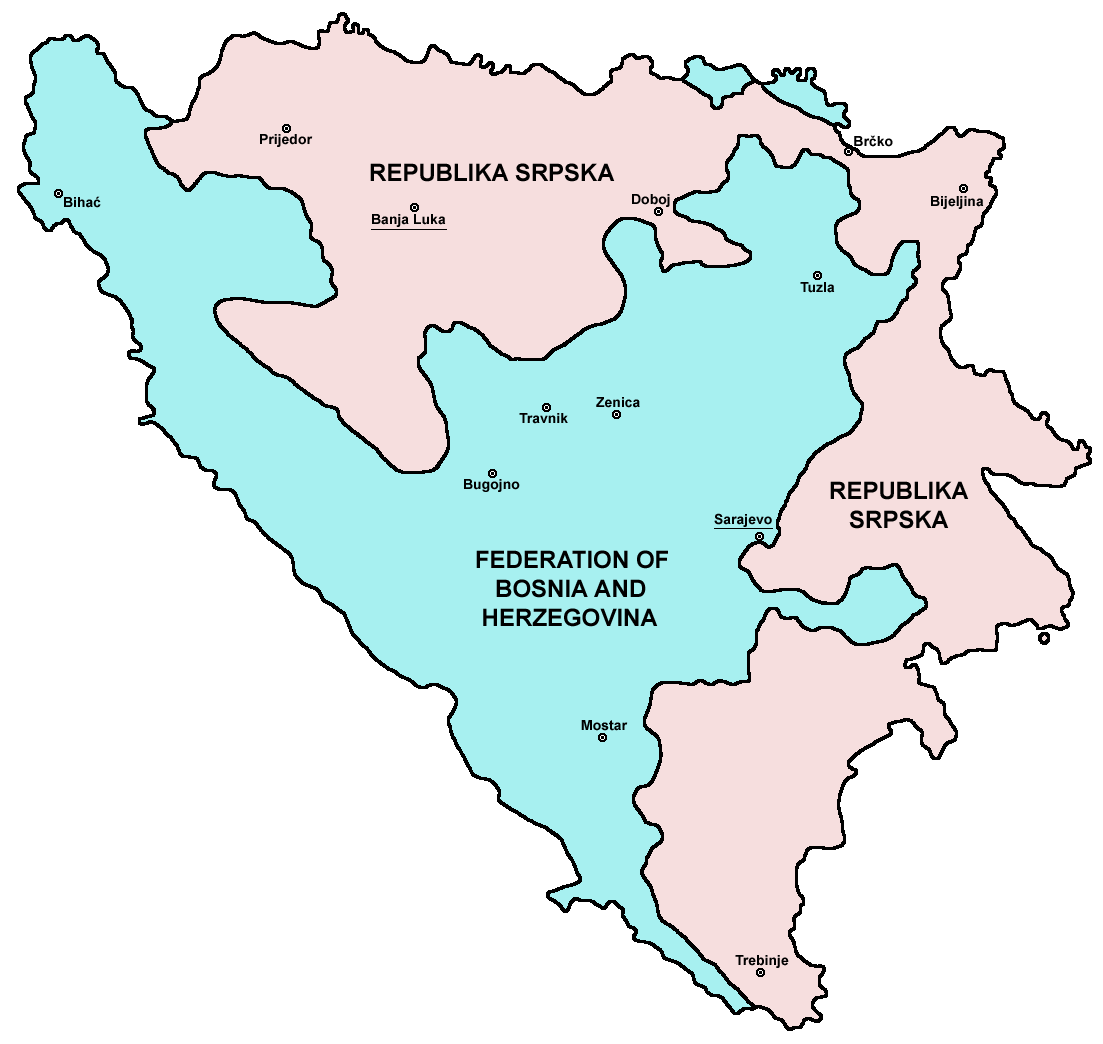

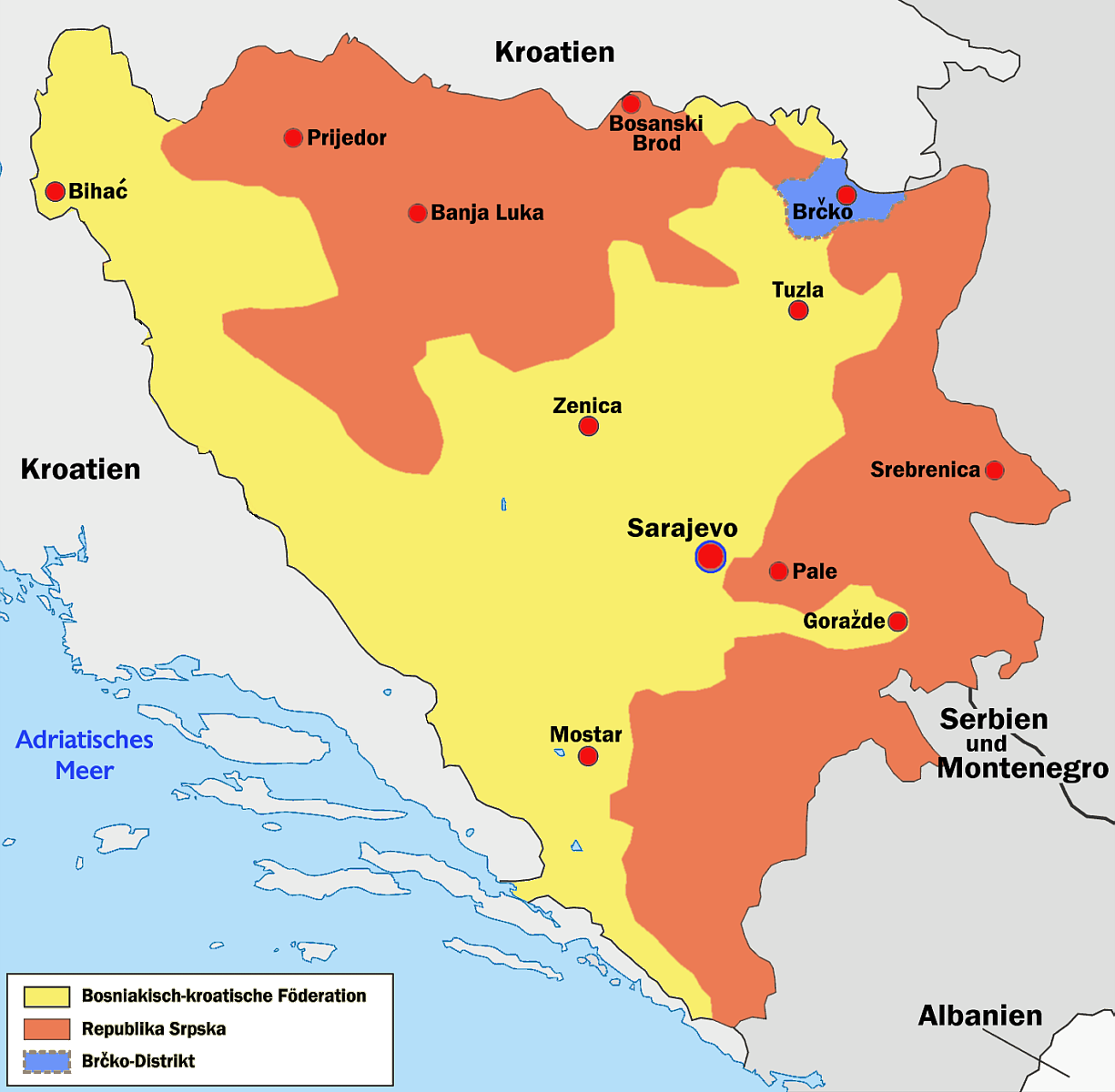
Bosznia-Hercegovina felosztása két ún. „entitásra” és egy különleges körzetre

A megállapodás előtt a boszniai szerbek Bosznia-Hercegovina mintegy 46%-át (23 687 km2), a bosnyákok 28%-át (14 505 km2) és a boszniai horvátok 25%-át (12 937 km2) ellenőrizték.
A boszniai szerbek nagy hegyvidéki területeket kaptak vissza (4%-ot a boszniai horvátoktól és néhány kisebb területet a bosnyákoktól), de fel kellett adniuk Szarajevót és néhány létfontosságú kelet-boszniai és hercegovinai pozíciót. Területi arányuk 49%-ra (a 24 526 km2-es területű Brčkoi körzet figyelmen kívül hagyásával 48%-ra) nőtt.
A bosnyákok megszerezték Szarajevó nagy részét és néhány fontos pozíciót Kelet-Bosznia-Hercegovinában, míg az Ozren-hegységben és Nyugat-Boszniában csak néhány helyet veszítettek el. Területi arányuk 30%-ra nőtt, és az általuk ellenőrzött földek minősége nagymértékben javult. A háború előtti bosnyákok (és boszniai horvátok) lakta területek nagy része továbbra is boszniai szerb fennhatóság alatt maradt.
A boszniai horvátok a legtöbbet (a bosznia-hercegovinai területek 4%-át) a boszniai szerbeknek adták vissza (a mai Szerb Köztársaság 9%-a), továbbá kivonultak Donji Vakuftól (Közép-Boszniában). Posavinai területük kismértékű bővítése (Odžak és Domaljevac egyes részei) nem változtatott azon a tényen, hogy Dayton után a boszniai horvátok Bosznia-Hercegovina (10 640 km2) mindössze 21%-át ellenőrizték, szemben a Dayton előtti több mint 25%-kal. Az egyik legfontosabb boszniai horvát terület (a Posavina Bosanski Broddal, Bosanski Šamac és Derventa) kikerült a boszniai horvát ellenőrzés alól.

### A Szerb Köztársaság területei
- Körülbelül 89,5%-a (22 059 km2) volt korábban is a boszniai szerbek ellenőrzése alatt
- A Boszniai Szerb Köztársaság mai területének körülbelül 9%-át (2117 km2) korábban boszniai horvát erők ellenőrizték; (főként Šipovo, Petrovac, Istočni Drvar, Jezero, Kupres települések és Banja Luka község egy része)
- A Boszniai Szerb Köztársaság mai területének mintegy 1,5%-át (350 km2) korábban bosnyák erők ellenőrizték, (főleg Ozren egyes falvait, Dobojt és Petrovót, Nyugat-Boszniában Krupa na Uni és Novi Grad, valamint Oštra Luka egyes részeit).

### A Bosznia-hercegovinai Föderáció területei
- A Bosznia-Hercegovinai Föderáció területének mintegy 53%-a (13 955 km2) volt korábban is bosnyák ellenőrzés alatt állt.
- A Bosznia-Hercegovinai Föderáció területének mintegy 41%-a (10 720 km2) a boszniai horvátok ellenőrzése alatt állt.
- Körülbelül 6%-a (1435 km2) volt boszniai szerbek ellenőrzése alatt.

### Bosznia-Hercegovina kantonjai
A 10-es kanton:

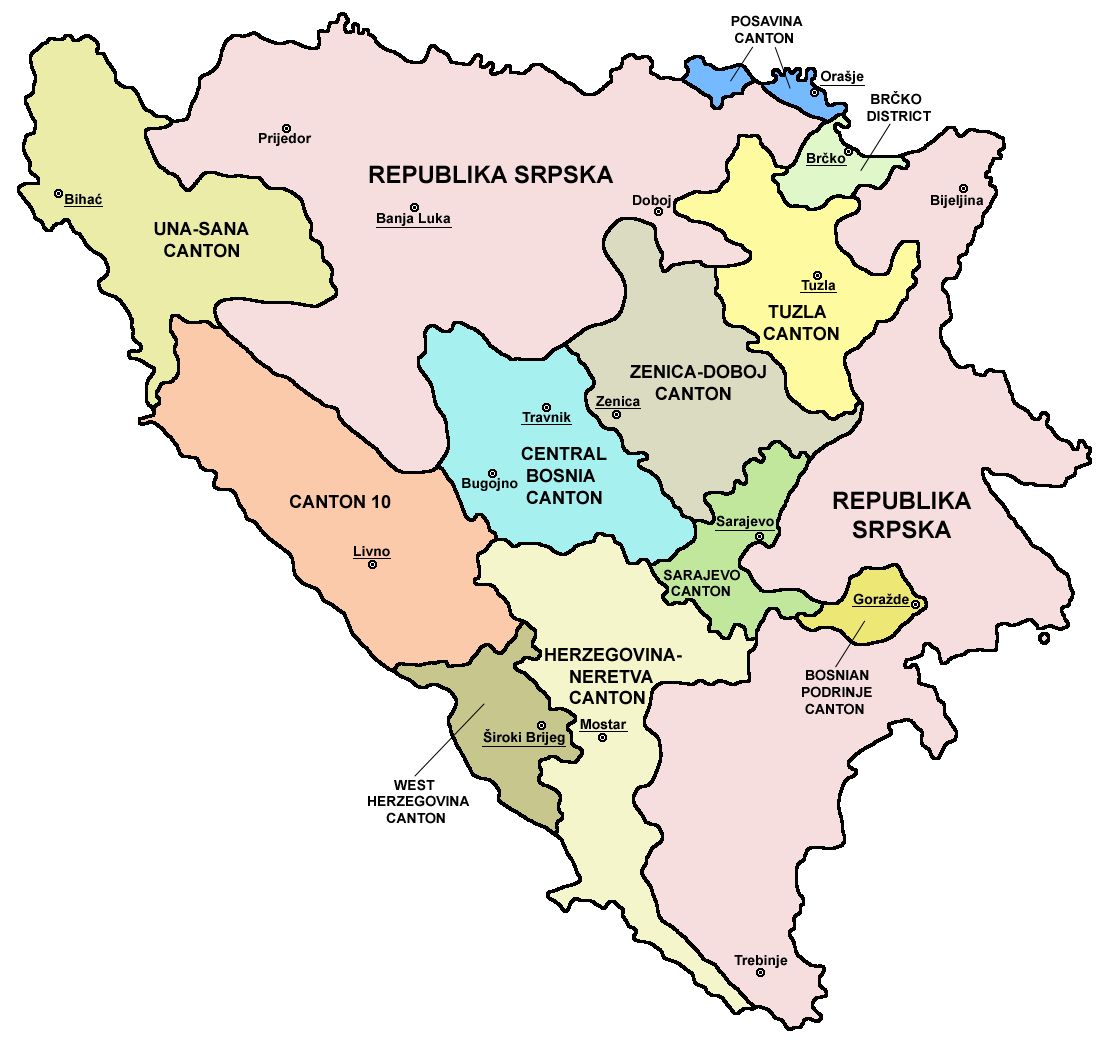
A Bosznia-Hercegovinai Föderáció kantonjai.

A Szerb Köztársaság régiói.

- szinte teljesen a boszniai horvátok ellenőrzése alatt állt (4924 km2)
- a bosnyákok ellenőrzése alatt volt néhány pont Kuprestől keletre (10 km2)

Una-Sana kanton:
- szinte teljesen a bosnyákok ellenőrzése alatt állt (3925 km2)
- a boszniai horvátok ellenőriztek néhány hegyszorost Bosanski Petrovac és Bihać települések déli részein (200 km2)

Nyugat-Hercegovina kanton:
- teljes mértékben boszniai horvát ellenőrzés alatt állt (1362 km2)

Hercegovina-Neretva kanton:
- megosztott volt, több mint fele boszniai horvát ellenőrzés alatt állt (2525 km2)
- az északi és középső részek bosnyák ellenőrzés alatt álltak (1666 km2)
- a keleti hegyek boszniai szerbek fennhatósága alatt voltak (210 km2)

Közép-Bosznia kanton:
- megosztott volt, valamivel több mint egyharmada boszniai horvát ellenőrzés alatt állt (1099 km2)
- a többit a bosnyákok irányították (2090 km2)

Zenica-Doboj kanton:
- nagyrészt bosnyák ellenőrzés alatt állt (2843 km2)
- volt néhány kis enklávé, mint például Žepče, Usora boszniai horvát fennhatóság alatt (400 km2)
- a keleti hegyek boszniai szerbek ellenőrzése alatt álltak (100 km2)

Tuzla kanton:
- nagyrészt bosnyák ellenőrzés alatt állt (2544 km2)
- Gradačac községben volt néhány falu boszniai horvát fennhatóság alatt (5 km2)
- és néhány falu Doboj és Gračanica településeken, amelyek boszniai szerb fennhatóság alatt állnak (100 km2)

Szávamente (Posavina) kanton:
- többnyire boszniai horvát ellenőrzés alatt állt (205 km2)
- a boszniai szerbek ellenőrizték Odžakot és Domaljevac települések egy részét (120 km2)

Boszniai Drinamente (Podrinje) kanton:
- többnyire bosnyák irányítás alatt állt (405 km2)
- a boszniai szerbek által ellenőrzött területek kötötték össze Szarajevóval (100 km2)

Szarajevó kanton:
- többnyire boszniai szerbek ellenőrzése alatt állt (800 km2)
- míg a bosnyákok ellenőrizték néhány déli elővárost és a város nagy részét (477 km2)

A Brčkoi kerületet felosztották;
- A bosnyákok uralták déli részének nagy részét (200 km2);[37]
- a boszniai szerbek az északi részeit (193 km2);[37]
- míg a boszniai horvátok a többit, az Orašje község közelében lévő részt és a település déli részein található két enklávét (100 km2) irányították.

## Értékelések
A megállapodás közvetlen célja a katonai konfrontáció befagyasztása és kiújulásának megakadályozása volt. Ezért „a szükségszerűség konstrukciójaként” határozták meg.
A daytoni megállapodás célja az volt, hogy lehetővé tegye Bosznia-Hercegovina számára, hogy a konfliktus utáni korai szakaszból az újjáépítésen és a konszolidáción keresztül a konszociális hatalommegosztási megközelítést alkalmazva lépjen át. Egyes tudósok, mint például a kanadai Charles-Philippe David professzor Daytont „a konfliktusmegoldás leglenyűgözőbb példájának” nevezi. Howard M. Hensel amerikai tudós kijelenti, hogy „Dayton a sikeres konfliktusmegoldási tárgyalás példája”. Patrice C. McMahon és Jon Western azonban azt írják, hogy „amilyen sikeres volt Dayton az erőszak megfékezésében egy decentralizált politikai rendszer létrehozásával, annyira ásta alá az állam tekintélyét és az instabilitás magvait is elvetette”.
Wolfgang Petritsch főképviselő 2006-ban azzal érvelt, hogy a daytoni keretmegállapodás lehetővé tette a nemzetközi közösség számára, hogy „az államépítésről az intézményeken és a kapacitásépítésen keresztül az identitásépítés felé mozduljon el”, amivel Bosznia-Hercegovina „a Brüsszel felé vezető útra lépett”.
A daytoni megállapodás a kezdetek óta kritikák tárgyát is képezte, melyek a következőkben foglalhatók össze:
- A bonyolult kormányzati rendszer – A daytoni egyezmény részeként Bosznia-Hercegovinát regionálisan felosztották két „entitás” között, amely úgy jött létre, hogy biztosítsa minden oldal politikai képviseletét és hatalmát. Ez improduktív kormányhoz vezethet, mivel a központi kormányzaton belül minden fontos kérdés holtpontra jut. Ennek oka, hogy mindegyik párt olyan ellentétes prioritásokért küzd, amelyek az etnikai alapú politikán és nem közös eszméken alapulnak.[46]
- A nemzetközi szereplőktől való függőség és irányítás – Dayton nagymértékben nemzetközi elképzelés eredménye volt, az Egyesült Államokkal az élén, akik támogatták a háború befejezését, de ez nem tette lehetővé a boszniai vezetőknek, hogy tárgyaljanak a háború befejezéséről, így nem hagyott ösztönzést arra, hogy a későbbiekben folytatódjon békeépítési folyamat, és nincs olyan terület, ahol a vezetők megvitathatnák a konfliktus kiváltó okait. A nemzetközi szereplők is jelentős szerepet játszottak a háború utáni boszniai jogrend kialakításában. A nemzetközi közösség civil szervezeteken keresztül évente több millió dollárt fektet be Bosznia-Hercegovinába, ez azonban elfojtja a helyi szereplők befolyását és a civil társadalom fejlődését. Ehelyett a nemzetközi közösségnek helyi szereplőkbe, ifjúsági aktivistákba és demokratizálódási projektekbe kellene befektetnie.[47] A háború után a nem kormányzati szervezetek és a nemzetközi szereplők beáramlása a beruházások elindítására az országban szintén nem tudta beindítani a gazdaságot, Bosznia gyenge gazdasági növekedést produkált (2015-ben mindössze 2%-ot). A gazdasági fejlődés hiánya a nemzetközi szereplők közötti rossz koordinációnak és a helyi kapacitások figyelmen kívül hagyásának tulajdonítható.[48]
- A háború befejezése, de nem a béke előmozdítása – Dayton elsődleges célja a háború megállítása volt, de a megállapodás a hosszú távú tervek kidolgozása közben csak átmeneti intézkedés volt. A daytoni megállapodás 34 másik sikertelen kísérlet után a 35. fegyverszüneti kísérlet volt. Míg Dayton megállította a konfliktust, és nem támadt újjá az erőszak, a konfliktus stabilitása nem adja a béke pontos értékelését. Bosznia-Hercegovinában negatív béke uralkodik, ami azt jelenti, hogy nincs nyílt konfliktus vagy erőszak. Pozitív béke azonban nincs, mivel nem jöttek létre a feltételek, amelyek megszüntetnék az erőszak okait. Jelenleg is van egy nemzetközi katonai jelenlét, az EUFOR Althea, amely a daytoni megállapodás szempontjainak való megfelelés felügyeletéért felel. A daytoni megállapodás békét biztosított a megosztottság újbóli létrehozásával és kodifikálásával. Az ilyen béke kikényszerítése az országban még mindig mélyen gyökerező feszültségek elfojtásának tekinthető, Dayton pedig egy töredezett társadalom repedéseit fedi le, amely a katonai erők távozása után újra konfliktusba süllyedhet.[49]
- Társadalmi demokrácia – A daytoni megállapodás társadalmi demokráciát hozott létre Bosznia-Hercegovinában. Ez azt jelenti, hogy minden csoport számára biztosította a képviseletet és a hatalmat. Ez eredményezte a boszniai háború végét, de a kormány megfelelő működéséhez először együttműködésre vagy megbékélésre lenne szükség. Bosznia-Hercegovina háromtagú elnöki szerepkörrel működik. Van egy horvát, bosnyák és szerb elnök. Hasonló kvóták és szabályok vonatkoznak a két törvényhozó testületre.

Egy 2020-as tanulmány felmérési eredményei szerint „Bosznia-Hercegovina három fő etnikai csoportjában többen szavaztak volna Daytonra, mint ellene."

## Az eredeti dokumentum eltűnése
2008. február 13-án Željko Komšić, a bosznia-hercegovinai elnökség vezetője elmondta, hogy az eredeti daytoni megállapodás elveszett az elnökség archívumából. Miroslav Lajčák Bosznia-Hercegovina főképviselője azt mondta: „Nem tudom, hogy szomorúak vagy viccesek-e ezek a hírek”. 2009. november 16-án a francia külügyminisztérium átadta a daytoni megállapodás hiteles másolatát a szarajevói francia nagykövetségnek. A másolatot később Bosznia-Hercegovina Külügyminisztériumába szállították. Az ellopott eredetit 2017-ben találták meg Pale városban, egy magánlakásban, és letartóztatták azt a személyt, aki megpróbálta azt eladni.

## Fordítás
- Ez a szócikk részben vagy egészben  a   Dayton Agreement című angol Wikipédia-szócikk ezen változatának fordításán alapul.  Az eredeti cikk szerkesztőit annak laptörténete sorolja fel. Ez a jelzés csupán a megfogalmazás eredetét és a szerzői jogokat jelzi, nem szolgál a cikkben szereplő információk forrásmegjelöléseként.